# Günther Strupp

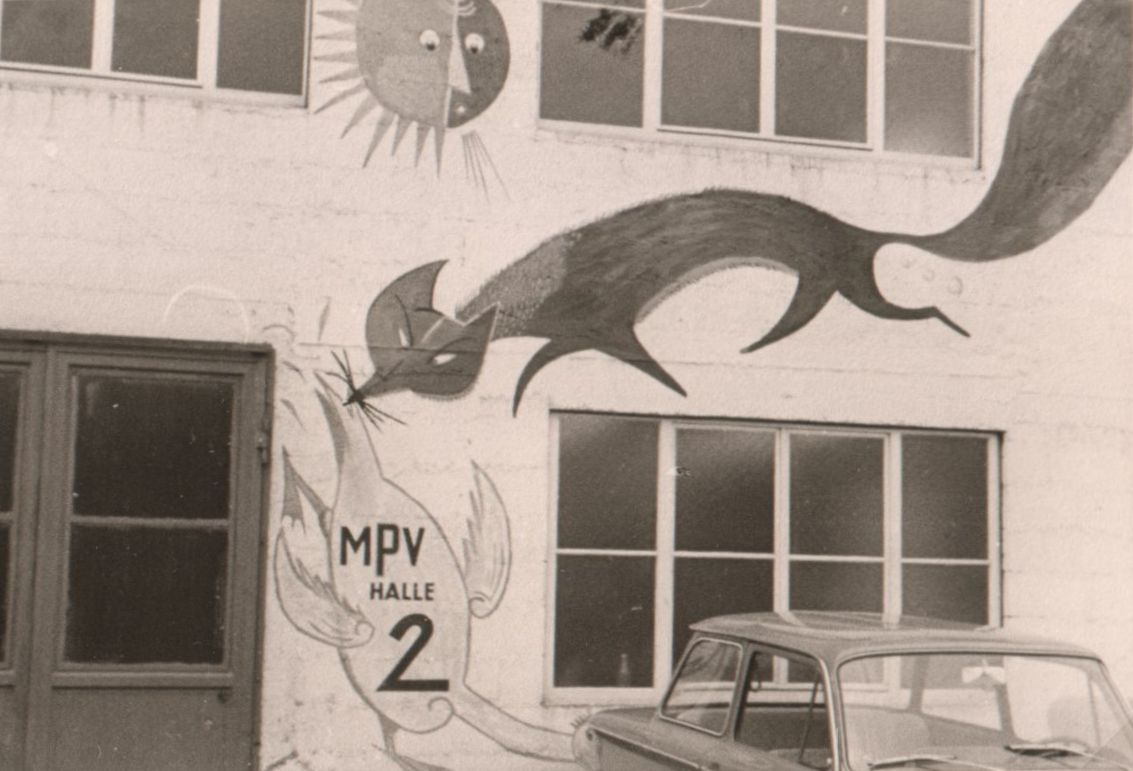
Nach Günther Strupp. Teil einer Wandmalerei am Gebäude der Murrhardter Pelzveredlung, Murrhardt (1965)

Günther Strupp (* 6. März 1912 in Johannisburg (Ostpreußen); † 14. November 1996 in Augsburg) war ein deutscher Maler und Grafiker.

## Leben und Werk
Strupp wurde 1912 in Johannisburg (heute Pisz) in Masuren geboren. Sein Vater war preußischer Vermessungsbeamter. 1914 flüchtete seine Mutter mit ihm und seiner Schwester vor den Kriegswirren nach Westfalen. 1917 kehrten sie zurück. Nachdem sein Vater im Jahr 1922 nach Duisburg versetzt worden war, lebte Strupp bei einem Onkel in Paderborn, wo er das Gymnasium besuchte. Mit 17 verließ er es und begann für anderthalb Jahre eine Lehre zur Glasmalerei. Von 1930 bis 1933 studierte er Kunst an der Folkwangschule. Er war dort Schüler von Karl Rössing und Hein Reckroth, befreundet mit Heinz Kiwitz und Bertolt Brecht.
1933 trat Strupp in die Kommunistische Partei Deutschlands ein und wurde deshalb gleich nach der Machtergreifung der Nationalsozialisten verhaftet. Mehrere Monate lang wurde er im KZ Kemna bei Wuppertal festgehalten. Als er noch 1933 wieder freigelassen wurde, zog er nach Paris, wo er vor der Gestapo sicher war. 1936 lief sein Pass ab und er wurde nach Deutschland abgeschoben. Neben seiner künstlerischen Tätigkeit arbeitete er als Glasmaler. Seine Arbeiten in den 1920er und 1930er Jahren orientierten sich an seinen Vorbildern wie Otto Dix oder George Grosz.
1937 malte er in Osnabrück germanische Schlangenornamente für die großen Glasfenster des Bochumer Krematoriums, das während des Krieges durch Brand zerstört wurde.
1939 wurde er zusammen mit anderen Malern und Graphikern zum Bauzeichner umgeschult. Als Soldat diente er in Crossen zusammen mit Walter Scherf, dem späteren Märchenforscher, ehe er aufgrund seiner Wehruntauglichkeit aus dem Kriegsdienst entlassen wurde. 1940 wurde er am Schillertheater in Berlin auf Vermittlung von Wilhelm Fraenger als Bühnenbildner engagiert. 1943 ging er nach Augsburg, wo er sich sicherer fühlte. Wegen Wehrkraftzersetzung und Kontakten zu Widerstandskreisen wurde Strupp 1944 von der Gestapo verhaftet. Er kam in den Todestrakt von Stadelheim nach München, wo er am 1. Mai 1945 von der US-Army befreit wurde.
Er kehrte nach Augsburg zurück und zeichnete u. a. für die Satirezeitschrift Ulenspiegel. In den 1950er Jahren entwickelte er seinen unverwechselbaren Karikatur- und Comicstil. Er thematisierte vor allem die Leiden des Krieges und der Nazizeit.

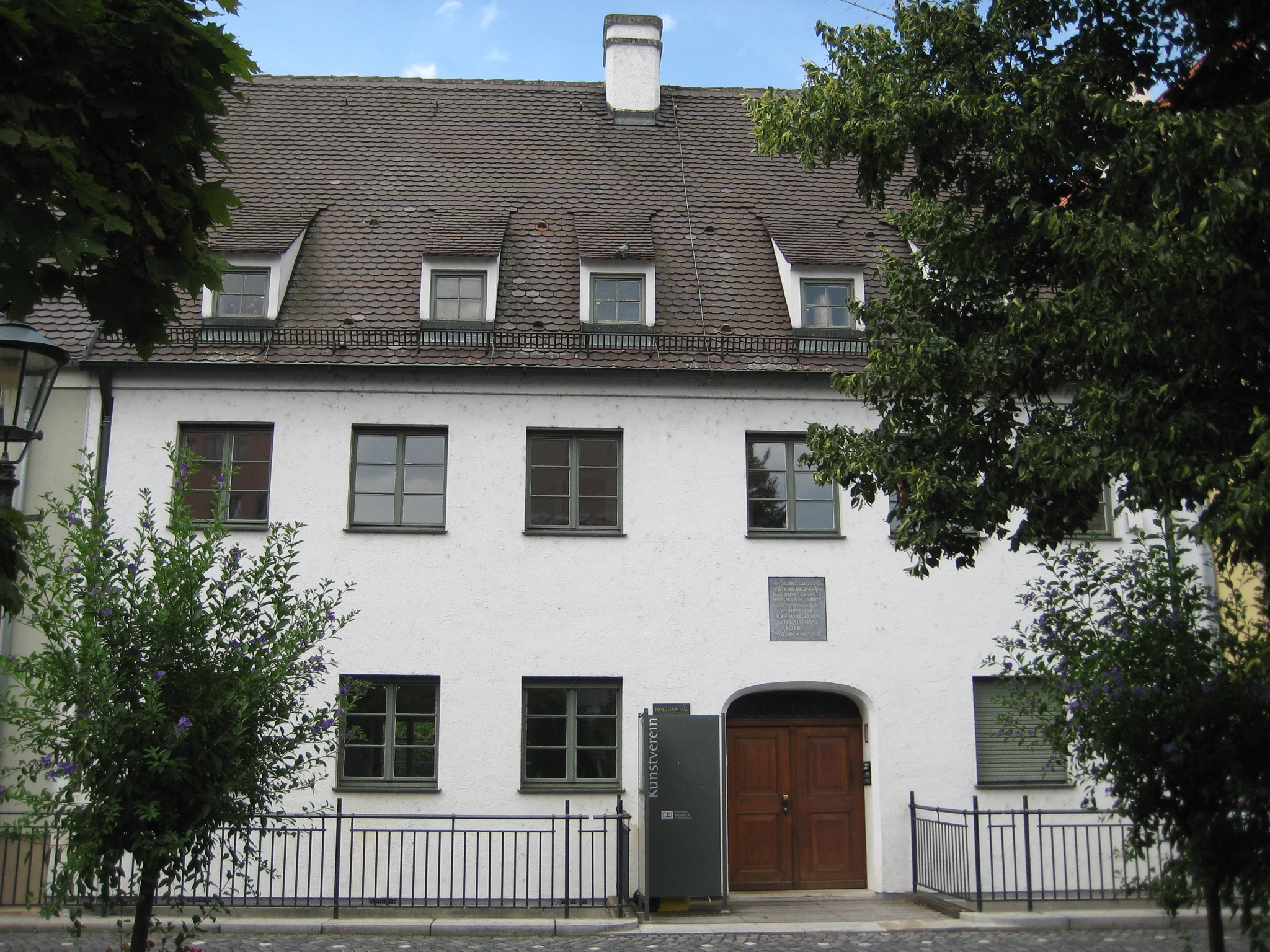
Das Holbeinhaus in Augsburg, Atelier von Günther Strupp (heute Sitz des Kunstvereins Augsburg)

1965 wurde er von der Stadt im wiedererrichteten Holbeinhaus untergebracht, das im Krieg vollkommen zerstört worden war – als eine Art „besserer Hausmeister“ oder „Nachtwächter vom Holbeinhaus“, wie er selbst formulierte. Sein erstes, hier geschaffenes Werk war das „Böwe-Bild“, eine Auftragsarbeit der Maschinenfabrik Böhler & Weber. Das Bild, eine Holzspanplatte mit Kaseinfarben bemalt, ist etwa zweieinhalb Meter breit und 120 Zentimeter hoch, der Zeitaufwand hierfür betrug 185 Tage, ohne Vor- und Nacharbeiten. Strupp hat ausrechnen lassen, dass etwa 3 ½ Millionen Pinselstriche für das Bild nötig waren. Nach Art des Malers besteht es aus unzählig vielen Einzelmotiven, die Ereignisse, Produkte und Personen der Firma darstellen oder versinnbildlichen, sowie versteckt „einiges aus des Malers Intimsphäre“. Strupp schreibt später zu seinem Werk: „Der Maler des BÖWE-Bildes hat sich geschworen, Bilder in der BÖWE-Art nur noch für den dreifachen Preis zu malen, oder überhaupt nicht, aus dem einfachen Grund, weil der Maler noch einige Zeit sich am Leben erhalten will“.
Bis zu seinem Tod hatte er sein Atelier im Holbeinhaus.

## Ausstellungen (Auswahl)
- Ausstellung Heinz Kiwitz, Günther Strupp, Galerie Oberstenfeld, Duisburg (27. September – 26. Oktober 1947)
- Günther Strupp: Tempera- und Ölbilder, Zeichnungen 1930-1960, Köln Kunstverein (30. Juli – 28. August 1960)
- Drei Generationen Strupp, Temporäre Galerie, München 2004 (inkl. Arbeiten seines Sohnes Peter und seiner Enkelin Sabina Sakoh, geborene Niederkofler)[5]

## Veröffentlichungen, Werke
- Ludwig Tieck, Günther Strupp, Merkwürdige Lebensgeschichte Sr. Majestät Abraham Tonelli, W. Rau (1947)
- Günther Strupp, So leben wir!: Pelztiere belauscht, Rifra-Verlag (1954)
- Malerei und Graphik von Günther Strupp, 1930 bis 1960, Verlag Die Brigg (1961)
- Jella Lepman, Hansjörg Schmitthenner, Günther Strupp, Die schönsten Gute Nacht Geschichten, Ullstein (1964)
- Günther Strupp, Der Nachtwächter vom Holbein-Haus, Verlag Die Brigg (1967)
- Henryk Keisch, Struppzeug. Die kuriose, unheile Bilderwelt des Günther Strupp, Eulenspiegel Verlag (1970)
- Herbert Sandberg, Günther Strupp, Günther Strupp 70 Jahre (1982)[6]
- Großes Wandgemälde für die Maschinenfabrik Böhler & Weber (Böwe) (1965)[7]
- Regelmäßige Veröffentlichungen und Arbeiten durch und für die Zeitschrift Die Pelzmotte, Rifra-Verlag